# São Luiz do Paraitinga
São Luiz do Paraitinga é um município do estado de São Paulo, no Brasil. É um importante destino turístico da região do Vale do Paraíba, em particular, devido ao seu Centro Histórico, tombado como Patrimônio Cultural Nacional, e suas tradições caipiras, incluindo a Festa da Cozinha Caipira, Folia do Divino e o Carnaval de Marchinhas. O município é formado pela sede e pelo distrito de Catuçaba.

## Etimologia
O nome "Paraitinga" é uma referência ao Rio Paraitinga. "Paraitinga" é originário do tupi antigo paraitinga, que significa "rio ruim e claro" (pará, "rio grande" + aíb, "ruim" + ting, "branco" + a, sufixo).

## História
Foi fundada em 1769 por bandeirantes oriundos de Taubaté, Mogi das Cruzes e Guaratinguetá, sendo elevada a vila e sede de concelho em 1773. Tornou-se cidade em 1857 e declarada estância turística em 2002. Em 1873, recebeu o título de Imperial Cidade, conferido por Dom Pedro II do Brasil.

### Inundação de 2010

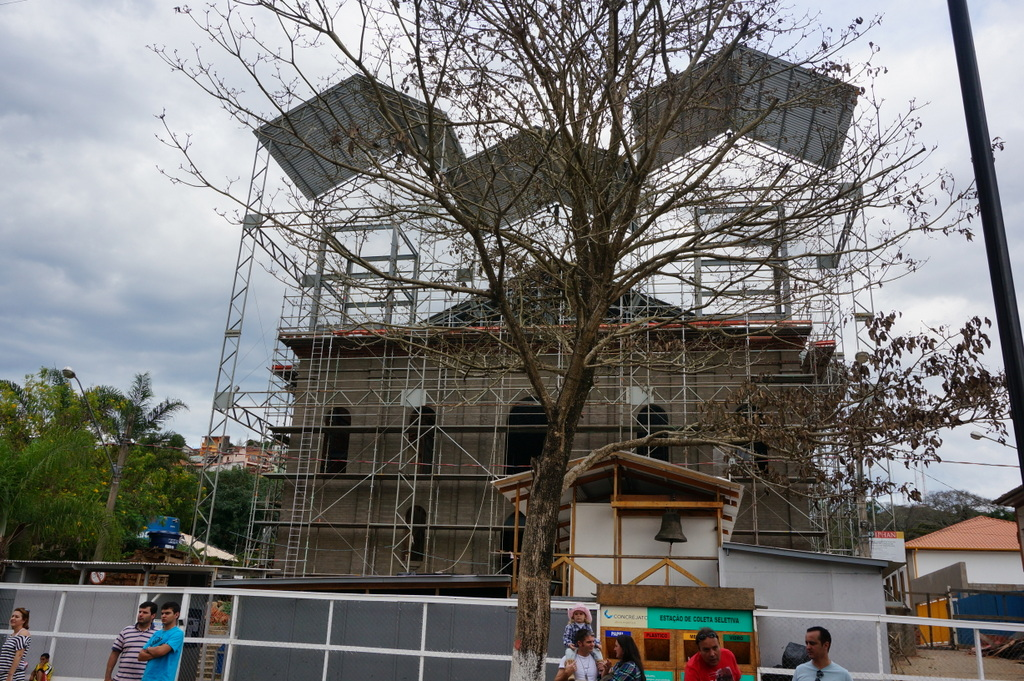
Igreja Matriz São Luís de Tolosa em reconstrução

Nos primeiros dias de 2010, a cidade sofreu com uma forte enchente do Rio Paraitinga que a fez perder oito de seus edifícios históricos, incluindo a Igreja Matriz do município, construída no século XVII. A Igreja Matriz do município era o principal símbolo da cidade e desabou sobre si mesma devido à chuva. As imagens foram registradas por um cinegrafista amador e exibidas em vários telejornais do país.
Após as enchentes, para a reconstrução da cidade, foram recebidos cerca de R$ 15 milhões do Ministério da Integração Nacional para a contenção de encostas e reconstrução de pontes e estradas, e cerca de R$ 100 milhões do governo do estado para a reconstrução de prédios públicos, recuperação de estradas, reforma de escolas e construção de uma nova biblioteca. Em dezembro de 2010, o Centro Histórico de São Luiz do Paraitinga foi declarado como patrimônio cultural nacional pelo Instituto do Patrimônio Histórico e Artístico Nacional (IPHAN). O tombamento permitiu a reconstrução de diversas construções históricas, incluindo a Igreja Matriz São Luís de Tolosa, reaberta em maio de 2014.

## Estância turística

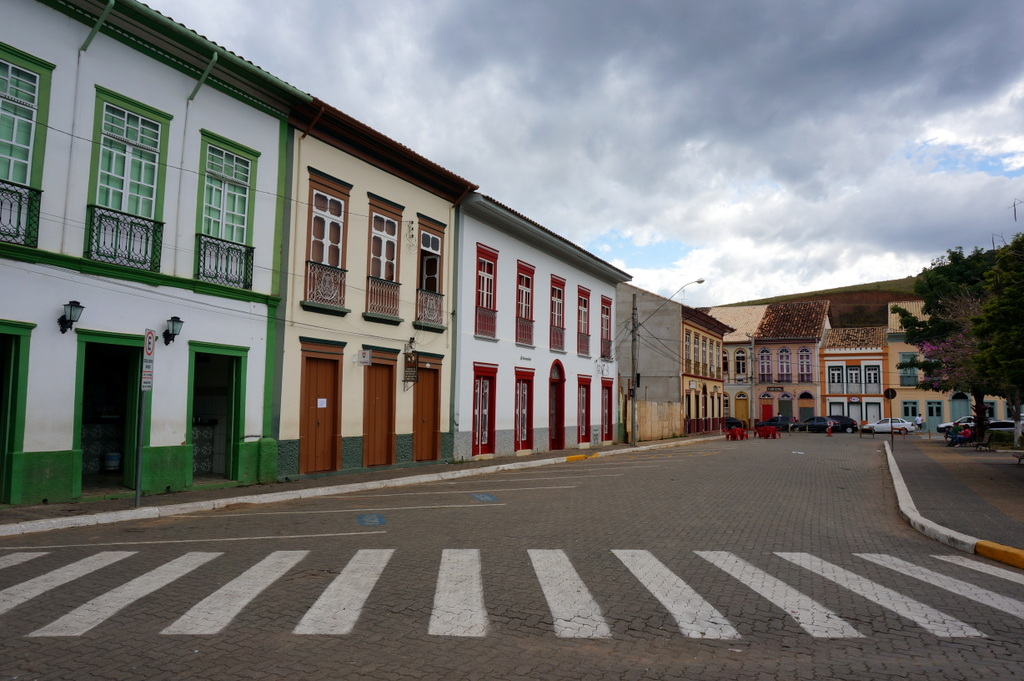
Praça Oswaldo Cruz

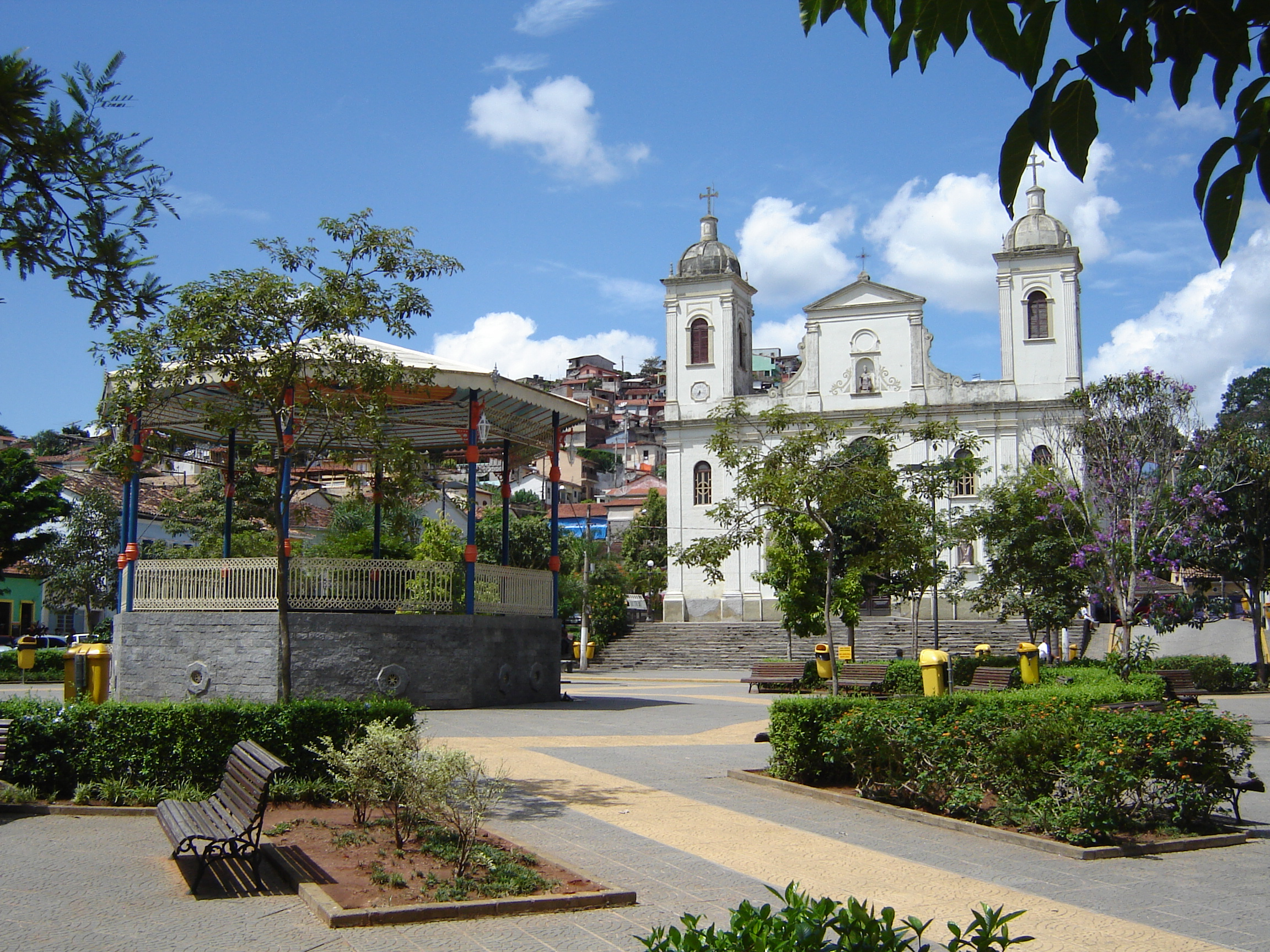
Igreja Matriz São Luís de Tolosa

São Luiz do Paraitinga é um dos 29 municípios paulistas considerados estâncias turísticas pelo Estado de São Paulo, por cumprirem determinados pré-requisitos definidos por lei estadual. Tal status garante a esses municípios uma verba maior por parte do estado para a promoção do turismo regional. Também, o município adquire o direito de agregar junto a seu nome o título de "estância turística", termo pelo qual passa a ser designado tanto pelo expediente municipal oficial quanto pelas referências estaduais.
Dentre seus atrativos, destacam-se, na área urbana, seu conjunto arquitetônico, com mais de 450 imóveis, numa área superior a 6,5 milhões de metros quadrados, declarados como Patrimônio Cultural Brasileiro pelo Instituto do Patrimônio Histórico e Artístico Nacional (IPHAN).

## Geografia
Localiza-se a uma latitude 23º13'18" sul e a uma longitude 45º18'36" oeste, estando a uma altitude de 741 metros. É um dos 39 municípios que integram a Região Metropolitana do Vale do Paraíba e Litoral Norte. Pertence à Região Imediata de Taubaté-Pindamonhangaba que, por sua vez, é uma das cinco regiões que integram a Região Intermediária de São José dos Campos. Sua população, segundo o Censo demográfico do IBGE de 2022, era de 10 337 habitantes.

### Hidrografia
- Rio Paraitinga
- Rio Paraibuna
- Rio do Chapéu

### Rodovias
- Rodovia Oswaldo Cruz
- Rodovia Nelson Ferreira Pinto

## Infraestrutura

### Comunicações
O sistema de telefones automáticos foi inaugurado na cidade em 1982 pela Telecomunicações de São Paulo (TELESP), que também implantou o sistema de discagem direta à distância (DDD) em 1982 com o código de área (0122). Anteriormente a cidade era atendida pela Companhia de Telecomunicações do Estado de São Paulo (COTESP).
Na década de 90 o código DDD da cidade foi alterado para (012), para padronização do sistema telefônico com a telefonia celular que estava sendo implantada em todo o estado.

## Filhos ilustres
- Aziz Nacib Ab'Saber
- Osvaldo Cruz
- Elpídio dos Santos
- Manuel Jacinto Domingues de Castro
- Moradei
- Judas Tadeu de Campos

## Política
O prefeito do município é Alex Euzébio Torres, eleito nas eleições municipais de 2024 pelo Partido Liberal (PL).